# Puma Swede
Puma Swede, vlastním jménem Johanna Jussinniemi (* 13. září 1976 Stockholm, Švédsko) je švédská pornoherečka. Do povědomí diváků se zapsala díky blonďatým vlasům a obrovským silikonovým prsům.
Narodila se finským rodičům ve Stockholmu, kde strávila celé své dětství. Je švédské národnosti, avšak sama o sobě prohlašuje, že je něco mezi – tzv. Švédko-Finka.[zdroj⁠?!]
Než v roce 2004 opustila své rodiště a vydala se do USA, živila se jako prodejce výpočetní techniky, také pracovala jako fotomodelka či tanečnice. Následně dostala možnost zahrát si ve filmech pro dospělé, nejprve točila jen lesbické scény pro studio AntiInnocence Video, debut ve scénách „boy-girl“ přišel rok po jejím příjezdu do Ameriky ve snímku SCHOOL OF HARDCORE, se kterým naplno rozjela dráhu pornoherečky. Na kontě má více než 110 filmů a několik ocenění, nejznámějšími jsou AVN award nebo XBiz award za Web babe/starlet of the year.